# بين كوسلويسكي
بين كوسلويسكي (بالإنجليزية: Ben Kozlowski)‏ هو لاعب كرة قاعدة أمريكي، ولد في 16 أغسطس 1980 في سانت بيترسبرغ في الولايات المتحدة.

## وصلات خارجية
- بين كوسلويسكي على موقع الدوري الياباني لكرة القاعدة (الإنجليزية)
- بين كوسلويسكي على موقعبيزبول رفرنس.كوم (الدوري الرئيسي) (الإنجليزية)
- بين كوسلويسكي على موقعبيزبول رفرنس.كوم (الدوري الثانوي) (الإنجليزية)
- بين كوسلويسكي على موقع مشجعي الرسوم البيانية (الإنجليزية)